# Уаджет

Соколиный глаз Гора

Уадже́т (Уджат, также око Гора или глаз Гора) — древнеегипетский символ, левый соколиный глаз бога Гора, который был выбит в его схватке с Сетом. Правый глаз Гора символизировал Солнце, а левый глаз — Луну, его повреждением объясняли фазы Луны. Этот глаз, исцелённый богом Тотом, стал могущественным амулетом, который носили фараоны. Он олицетворял собой различные аспекты божественного миропорядка, от царской власти до плодородия.

## Первичный миф

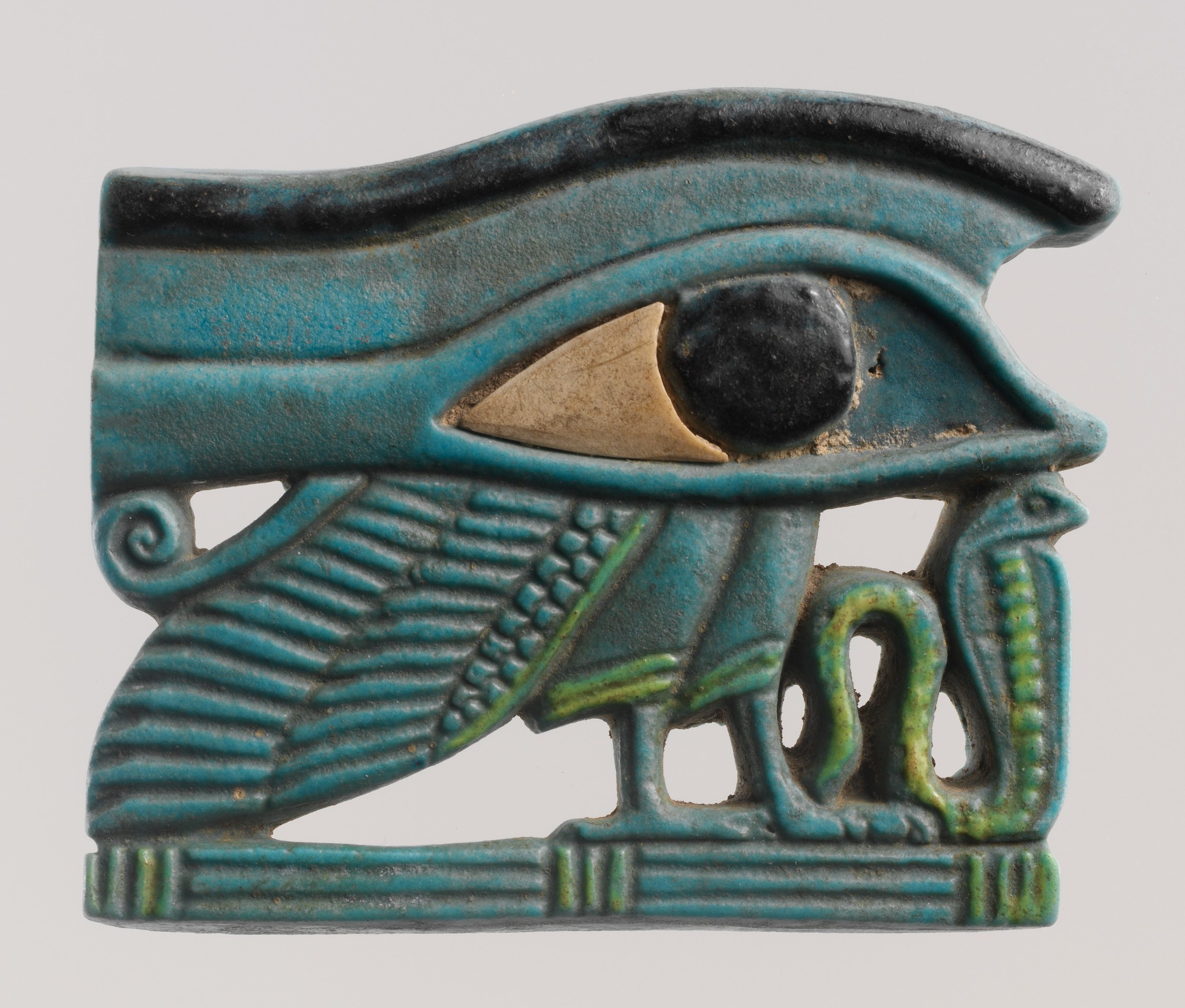
Амулет уаджет, ок. 525—332 годы до н. э.

Сохранившиеся древнеегипетские тексты донесли до нас различные версии мифа об оке Гора. Согласно одной из них, Сет проткнул глаз Гора своим пальцем, согласно другой — наступил на него, согласно третьей — проглотил его. В одном из текстов рассказывается, что Хатхор восстановила глаз, напоив его молоком газелей. В другом сообщается, что Анубис захоронил глаз на склоне горы, где он дал побеги в виде виноградной лозы.
Гор использовал возрождённый глаз для воскрешения своего отца Осириса. После того, как Осирис проглотил око Гора, его расчленённое тело срослось подобно тому, как это произошло с самим оком. В расчёте на помощь при воскрешении, изображения уаджета наносились на египетские мумии у отверстия, через которое из них вынимали внутренности. Ежемесячно в храмах Египта проводились обряды «восстановления» уаджета, связанные с лунным циклом.

## Производные мифы

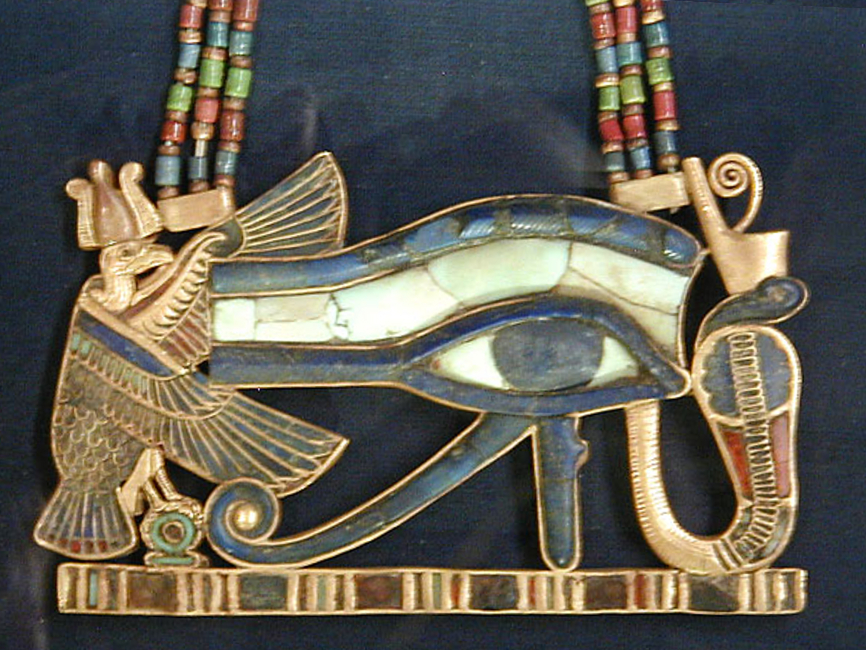
Амулет Уаджет с богинями Нехбет и Уаджит из гробницы Тутанхамона (KV62), XIV век до н. э.

В поздние времена Уаджет рассматривалось как особое божество женского пола, которое нередко путали с богинями Уаджит, Маат, Баст и Хатхор. Часто «глаз Гора» олицетворял богиню истины Маат, связанную с культом Ра и носившую имена «дочь Ра» или «глаз Ра».
Иногда Уаджет описывалось как божество утреннего солнца, которое, соединяясь с Атумом и Хепри — богами дневного и вечернего солнца — как правительница мира пересекает небесный океан в своей ладье, сопровождаемая богом мудрости Тотом и богиней истины Маат.

## Иероглиф
В египетской письменности irt означает «глаз», а глагол «wḏȝ» — имеет значение «защищать». Таким образом, общий смысл этого знака: «охраняющий глаз». По-видимому, в начертании данного символа нашли отражение как черты человеческого глаза, так и черты сокола.
Так, в одном элементе уаджета, а именно:
| D16 |

учёные усматривают символическое изображение участка под глазом сокола (воплощение бога Гора), имеющего тёмный окрас.

## Арифметика

Уаджет (вид слева направо)

Око Гора в виде прямоугольника

В арифметике египтян составные части Уаджета использовались для написания дробей от 1/2 до 1/64, а также применялись для измерений ёмкостей и объёмов:
Сумма шести знаков, входящих в Уаджет, и приведённых к общему знаменателю: 32/64 + 16/64 + 8/64 + 4/64 + ²/64 + 1/64 = 63/64
| D11 |

| D11 |

| D12 |

| D12 |

| D13 |

| D13 |

| D14 |

| D14 |

| D15 |

| D15 |

| D16 |

| D16 |

| D10 |

| D10 |

Для измерения зерновых и сыпучих веществ применялся т. н. хекат, он равнялся примерно 4,785 литрам.
Например:
| M34 | M33 | S38 | N29 · t | U9 | D11 | D12 | D15 |

Хекат ячменя: 1/4 + 1/16 + 1/32 (то есть 11/32 сосуда ячменя).